# Västerås kraftvärmeverk
Västerås kraftvärmeverk är Sveriges största kraftvärmeverk och började byggas 1963 för att försörja Västerås med el och värme. Den karakteristiska skorstenen är 150,6 meter. 
Från början var kraftvärmeverket oljeeldat men i början av 1980-talet konverterades det till i huvudsak koleldning. Idag är kol utfasat på verket och det är främst avfall och olika trädbränslen som används. Ångan från pannorna på kraftvärmeverket används till att producera cirka 700 GWh elenergi och 1800 GWh värmeenergi per år. 98 % av alla hushåll i Västerås värms med fjärrvärme. 
Kraftvärmeverket drivs av Mälarenergi AB, ett kommunalt bolag i Västerås, som också driver Västerås stadsnät.

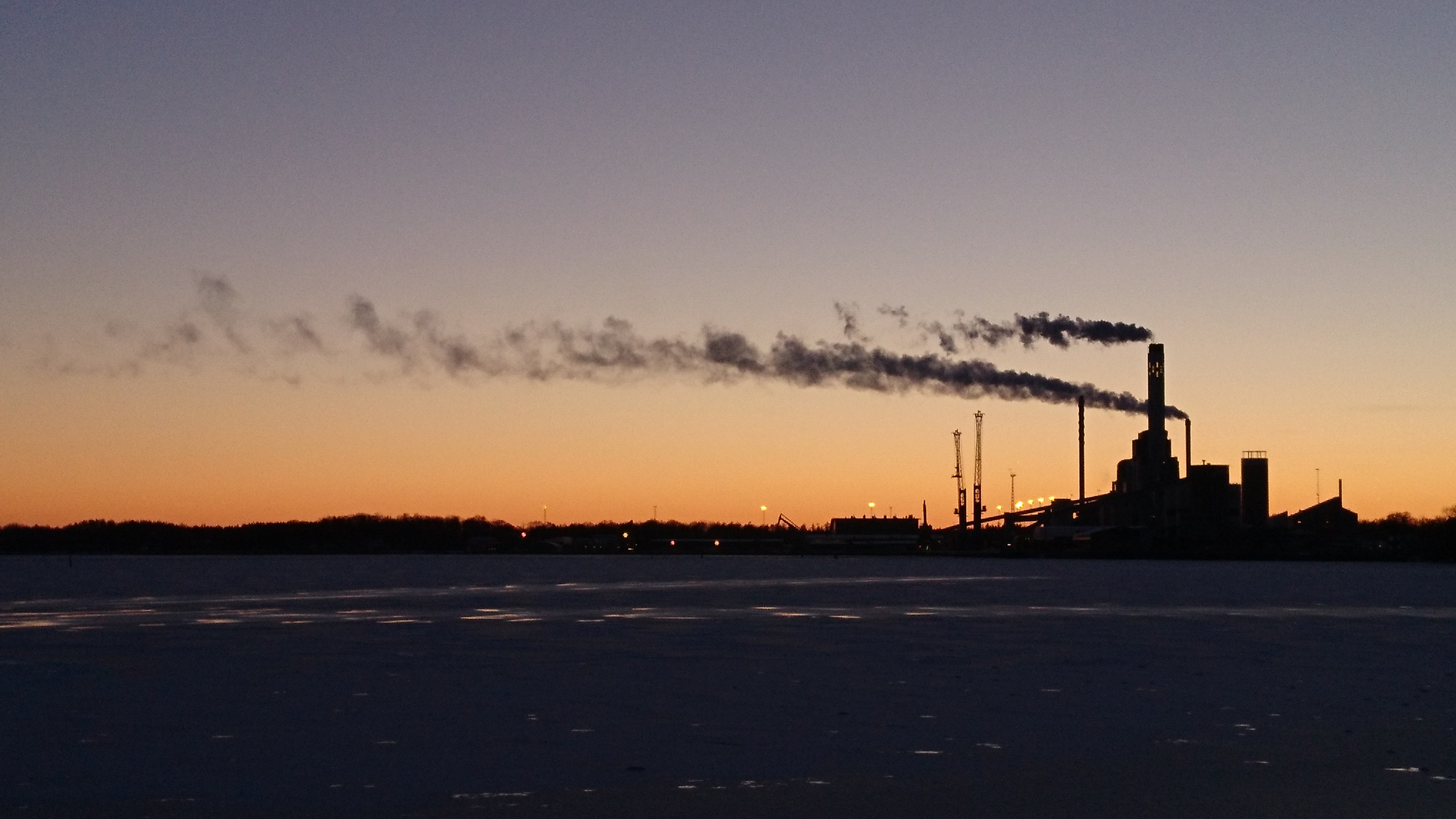
Januari 2019. Block 1, 2, 5 och 6 i drift.

## Anläggningar

### Block 1 och 2
Block 1 och 2  är verkets första anläggningar driftsatta 1963. De var vid den här tiden de två största kraftvärmeblocken i Sverige och hade en kapacitet på drygt dubbelt så mycket som staden krävde. Det är två identiska men mot varandra spegelvända mottrycksblock som även har direktvärmare för produktion av enbart fjärrvärme.
Panna 1 och 2 är självcirkulerande dompannor tillverkade av Motala Verkstad. Ångtrycket är 120 ata (atmosfäriskt absoluttryck) och temperaturen 530 °C. Maxlast är 240 ton ånga i timmen och det ger 44 MW el och 100 MW fjärrvärme på respektive block. Varje panna har 6 st brännare och varsin roterande Ljungströms luftförvärmare. Ursprungligen eldades tung eldningsolja 5, så kallad tjockolja. Men på 1980-talet konverterades pannorna till koleldning och tjockoljan byttes så småningom ut mot tallbecksolja. Från början var pannorna utrustade med parakloner för avskiljning av stoft i rökgaserna. Men i samband med kolkonverteringen byggdes istället en ordentlig rökgasrening med selektiv katalytisk reduktion (SCR), elektrofilter, avsvavling och slangfilter. Rökgasreningen är gemensam för de båda pannorna och varje panna har två rökgaspipor i plåt i den stora betongskorstenen.
Turbinerna är Stal-Laval motrotations-radialströmningsturbiner och generatorerna kommer från ASEA.

### Block 3 och 4
Block 3 och 4 togs i drift 1969 och 1973. Det är två stora kombinerade mottrycks- och kallkondenseringsblock där varje block kan leverera 220 MW el och 365 MW fjärrvärme vid mottrycksdrift eller 250 MW el vid kallkondensdrift. Kallkondens innebär att ångan efter turbinen kyls med sjövatten.   
Det finns även två direktvärmare på varje block, men då blocken framförallt är gjorda för att gå med elproduktion är dessa små och räcker inte till fullast på pannorna.  

#### Panna 3 och 4
P3 och P4 är två tornpannor byggda av Gebrüder Sulzer AG, Schweiz. Det är två tjockoljeeldade genomströmningspannor, det finns alltså ingen ångdom där vattnet cirkulerar utan allt pannvatten som pumpas in till pannan förångas och skickas till turbinen. 
Pannorna har 16 st hörnbrännare vardera och varje panna drar 60 ton olja i timmen vid fullast och levererar då 825 ton högtrycksånga i timmen vid ett tryck på 181 ata och en temperatur på 540 °C. Pannorna har inga rökgasfläktar utan bara luftfläktar innan pannan och det råder 300 mm vp övertryck i eldstaden vid fullast. Varje panna har 2 st roterande Ljungströms luftförvärmare, SCR-katalysatorer och elektrofilter samt två stora rökgaspipor i plåt i den stora betongskorstenen. Vid låglast används endast en rökgaspipa för att upprätthålla rökgashastigheten.

#### Block 3
Turbinen och generatorn, G3, kommer från Siemens. Generatorn är vätgaskyld och turbinen är en axialturbin uppdelad i tre steg med en högtrycksturbin, mellantrycksturbin samt lågtrycksturbin.    
Den enda rening av rökgaserna som finns på block 3 är SCR och ett elektrofilter. På grund av oljepriser och miljöhänsyn är detta block normalt inte i drift.

#### Block 4
Block 4 är i princip likadant som block 3. Skillnaden är att P4 på åttiotalet konverterades till eldning av kol och senare torv. Förutom SCR och elektrofilter så utrustades P4 då även med en ordentlig rökgasrening med slangfilter och avsvavling precis som för block 1 och 2.      
En annan skillnad mot block 3 är att turbinen, G4, kommer från Stal-Laval i samarbete med Brown Boveri. Generatorn från ASEA har helt vattenkyld stator och rotor genom att vatten leds i rostfria rör genom lindningarna. G4 var den första vattenkylda generator som ASEA konstruerat och levererat och är en föregångare till de kärnkraftsmaskiner som ASEA sedan byggde. I övrigt är principen detsamma som G3 med hög-, mellan- och lågtrycksturbin.
Vid oljedrift gav G4 precis som G3 250 MW el vid kallkondens, och vid mottryck 220 MW el och 365 MW fjärrvärme. När pannan konverterades till fastbränsle minskade effekten något och man byggde till det som då var världens största biobränslepanna, panna 5, på blocket för att komma upp i full effekt på turbinen igen.

### Panna 5
P5 är en CFB-panna (cirkulerande fluidbädd) med en effekt på 200 MW som driftsattes år 2000. När den byggdes var den världens största biobränslepanna. Bränslet består av en mix av bland annat grot, bark, sågspån, flis, en viss andel returträ och en liten del torv. Pannan kan även eldas med kol eller olja som reservbränsle.
Efter rökgasreningen finns en rökgaskondensering som kramar ur rökgaserna på den sista värmen vilket ger 42,5 MW fjärrvärme.

### Block 6

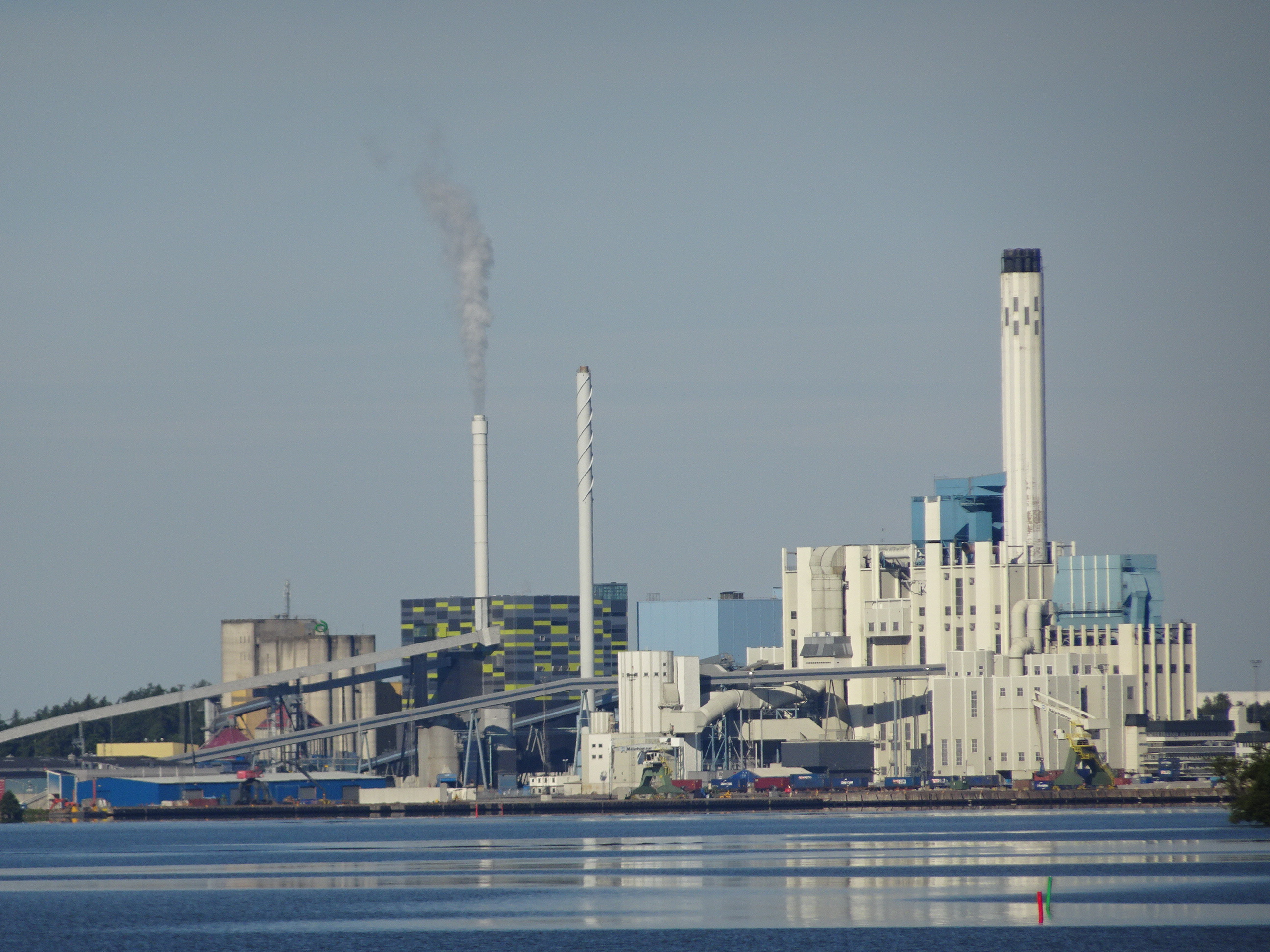
Juli 2016, Block 6 i drift.

Block 6 togs i drift 2014 och består av en avfallseldad CFB-panna med en ångeffekt på 150 MW, en turbin på 50 MW, en rökgasrening samt bränsleberedning. När block 6 byggdes var det det största avfallseldade blocket i världen. 
Avfallet sorteras och krossas till ett RDF-bränsle (Refuse-derived fuel) i bränsleberedningen och matas till pannan, som även kan eldas med biobränsle. 
Rökgaserna passerar en avancerad rökgasrening där rökgaserna renas och tvättas i flera olika steg. Där används också restvärmen i rökgaserna till att generera ytterligare 30 MW fjärrvärme. Från cirka 900 grader i pannan kyls rökgaserna till endast 35-40 grader ut ur skorstenen.

### Block 7

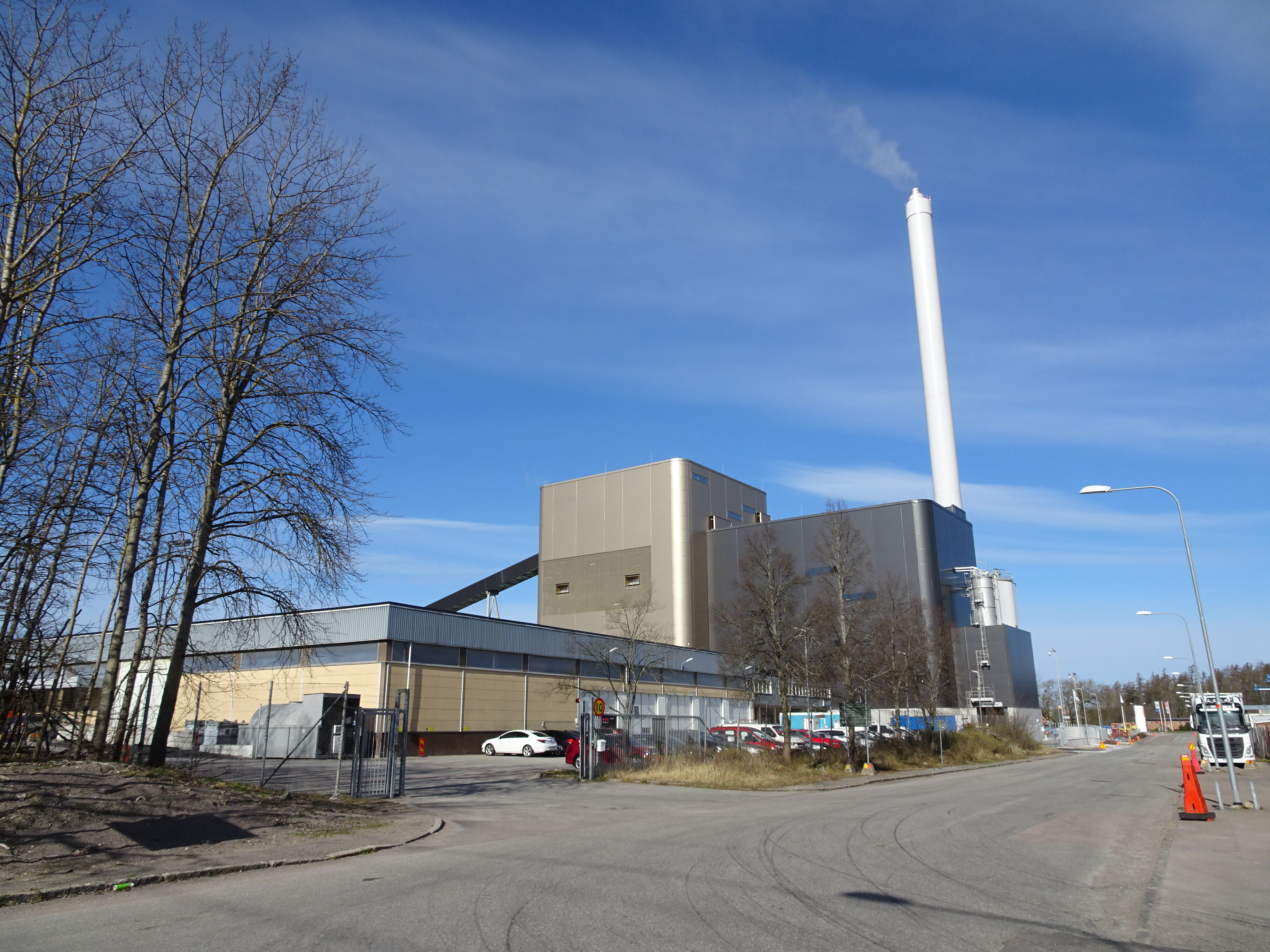
Block 7 i drift 2020.

Block 7 togs i drift 2020. Bränsle i förbränningen är träavfall från hushåll och industrier. Det möjliggör för Mälarenergi att elda med förnybara och återvunna bränslen. Block 7 har en termisk effekt av 150 MW, varav 50 MW el och 100 MW värme. Planen är att block 7 tillsammans med block 6 kommer att leverera 86 procent av värmebehovet för Västerås, Surahammar, Hallstahammar, Skultuna och Kolbäck.
Det återvunna träet bryts ned till bitar om maximalt 10 gånger 10 centimeter. Sten och metall tas bort. Den cylinderformade silon med spetsig hatt är ett mellanlager som räcker ett och ett halvt dygn. Därifrån matas bränslet in i pannan med ett långt transportband. Bränslet matas in i pannan med tryckluft och sand. Ångan från pannan värmer fjärrvärmenätet och genererar elektricitet i en turbindriven generator. Anläggningen är försedd med sprinklersystem för att kunna blötlägga torrt trädamm för att undvika brandtillbud.